# اولریش بوچلی
اولریش بوچلی (انگلیسی: Ulrich Bächli؛ زادهٔ january ۵, ۱۹۵۰ (۷۵ سال)) ورزشکار بابسلد اهل سوئیس است.
وی در مسابقات کشوری و بین‌المللی در مجموع برندهٔ ۵ مدال نقره، ۱ مدال برنز شده‌است.